# Emile Delannoy
Emile Augustin Nicolas Delannoy (Waasten, 20 november 1853 - Sint-Pieters-Woluwe, 9 maart 1930) was een Belgisch senator.

## Levensloop
Emile Delannoy was licentiaat in handelswetenschappen (Antwerpen, 1872). Hij werd handelaar in Brussel.
Hij werd in deze stad voorzitter van:
- de Union Syndicale des commerçants,
- de handelsrechtbank van Brussel,
- de Union du Crédit.

Van 1890 tot 1895 was hij gemeenteraadslid. In 1900 werd hij gekozen tot liberaal provinciaal senator voor Brabant en vervulde dit mandaat tot in 1929. In zijn tussenkomsten in de senaat was zijn sterk antiklerikale houding merkbaar. Van 1919 tot 1929 was hij secretaris van de senaat.